# The Chronological Classics: Cab Calloway and His Orchestra 1932
| Recensione | Giudizio |
| ---------- | -------- |
| AllMusic   | [ 1 ]    |

The Chronological Classics: Cab Calloway and His Orchestra 1932 è un album discografico del caporchestra jazz statunitense Cab Calloway, pubblicato dall'etichetta discografica francese Classics Records nel 1990.

## Tracce

### CD
1. How Come You Do Me Like You Do – 2:52 (Gene Austin, Roy Bergere) – Registrato il 7 giugno 1932 a New York
2. Old Yazoo – 2:57 (Fats Waller) – Registrato il 7 giugno 1932 a New York
3. Angeline – 2:49 (Fats Waller, George Browne) – Registrato il 7 giugno 1932 a New York
4. I'm Now Prepared to Tell the World It's You – 2:51 (Andy Razaf, Fats Waller) – Registrato il 7 giugno 1932 a New York
5. Swanee Lullaby – 2:38 (Ted Koehler, Morris White) – Registrato il 7 giugno 1932 a New York
6. Reefer Man – 2:56 (Andy Razaf, Joseph Russel Robinson) – Registrato il 9 giugno 1932 a New York
7. Old Man of the Mountain – 2:51 (Lew Brown, Victor Young) – Registrato il 9 giugno 1932 a New York
8. You Gotta Ho-De-Ho (To Get Along with Me) – 3:07 (George Browne, Joseph Russel Robinson) – Registrato il 9 giugno 1932 a New York
9. Strange As It Seems – 3:16 (Andy Razaf, Fats Waller) – Registrato il 22 giugno 1932 a New York
10. This Time It's Love – 2:57 (Ted Koehler, Edgar Hayes) – Registrato il 22 giugno 1932 a New York
11. Git Along – 2:40 (Gene Austin) – Registrato il 21 settembre 1932 a New York
12. Hot Toddy – 2:37 (Benny Carter) – Registrato il 21 settembre 1932 a New York
13. I've Got the World on a String – 3:08 (Ted Koehler, Harold Arlen) – Registrato il 9 novembre 1932 a New York
14. Harlem Holiday – 2:48 (Ted Koehler, Harold Arlen) – Registrato il 9 novembre 1932 a New York
15. Dixie Doorway – 2:58 (Mitchell Parish, Frank Perkins) – Registrato il 9 novembre 1932 a New York
16. Wah-Dee-Dah – 3:00 (Irving Mills, Ned Washington, Joseph Russel Robinson) – Registrato il 15 novembre 1932 a New York
17. Sweet Rhythm – 2:49 (Leroy Maxey, Sidney Bechet) – Registrato il 15 novembre 1932 a New York
18. Beale Street Mama – 3:06 (Roy Turk, Joseph Russel Robinson) – Registrato il 15 novembre 1932 a New York
19. That's What I Hate About Love – 3:10 (Ted Koehler, Harold Arlen) – Registrato il 30 novembre 1932 a New York
20. The Man from Harlem – 3:04 (Will Hudson) – Registrato il 30 novembre 1932 a New York
21. I Gotta Right to Sing the Blues – 3:12 (Ted Koehler, Harold Arlen) – Registrato il 30 novembre 1932 a New York
22. My Sunday Gal – 2:55 (Mitchell Parish, Frank Perkins) – Registrato il 30 novembre 1932 a New York
23. Eadie Was a Lady – 2:49 (Buddy George DeSylva, Richard Armstrong Whiting, Nacio Herb Brown) – Registrato il 7 dicembre 1932 a New York
24. Gotta Go Places and Do Things – 2:42 (Jeanne Burns, Gus Shillings) – Registrato il 7 dicembre 1932 a New York

## Musicisti
How Come You Do Me Like You Do / Old Yazoo / Angeline / I'm Now Prepared to Tell the World It's You / Swanee Lullaby

(Cab Calloway and His Orchestra)
- Cab Calloway - voce, direttore orchestra
- Edwin Swayzee - tromba
- Lammar Wright (Sr.) - tromba
- Doc Cheatham - tromba
- De Priest Wheeler - trombone
- Harry White - trombone
- Eddie Barefield - clarinetto, sassofono alto, sassofono baritono
- Arville Harris - clarinetto, sassofono alto
- Andrew Brown - clarinetto basso, sassofono alto, sassofono baritono
- Walter Thomas - clarinetto, sassofono tenore, flauto
- Benny Payne - pianoforte, celeste
- Morris White - banjo, chitarra
- Al Morgan - contrabbasso
- Leroy Maxey - batteria

Reefer Man / Old Man of the Mountain / You Gotta Ho-De-Ho (To Get Along with Me)

(Cab Calloway and His Orchestra)
- Cab Calloway - voce, direttore orchestra
- Edwin Swayzee - tromba
- Lammar Wright (Sr.) - tromba
- Doc Cheatham - tromba
- De Priest Wheeler - trombone
- Harry White - trombone
- Eddie Barefield - clarinetto, sassofono alto, sassofono baritono
- Arville Harris - clarinetto, sassofono alto
- Andrew Brown - clarinetto basso, sassofono alto, sassofono baritono
- Walter Thomas - clarinetto, sassofono tenore, flauto
- Benny Payne - pianoforte, celeste
- Morris White - banjo, chitarra
- Al Morgan - contrabbasso
- Leroy Maxey - batteria

Strange As It Seems / This Time It's Love

(Cab Calloway and His Orchestra)
- Cab Calloway - voce, direttore orchestra
- Edwin Swayzee - tromba
- Lammar Wright (Sr.) - tromba
- Doc Cheatham - tromba
- De Priest Wheeler - trombone
- Harry White - trombone
- Eddie Barefield - clarinetto, sassofono alto, sassofono baritono
- Arville Harris - clarinetto, sassofono alto
- Andrew Brown - clarinetto basso, sassofono alto, sassofono baritono
- Walter Thomas - clarinetto, sassofono tenore, flauto
- Benny Payne - pianoforte, celeste
- Morris White - banjo, chitarra
- Al Morgan - contrabbasso
- Leroy Maxey - batteria

Git Along / Hot Toddy / I've Got the World on a String / Harlem Holiday / Dixie Doorway

(Cab Calloway and His Orchestra)
- Cab Calloway - direttore orchestra
- Cab Calloway - voce (brano: Git Along, I've Got the World on a String, Harlem Holiday e Dixie Doorway)
- Chick Bullock - voce (in duetto nel brano: Git Along)
- Edwin Swayzee - tromba
- Lammar Wright (Sr.) - tromba
- Doc Cheatham - tromba
- De Priest Wheeler - trombone
- Harry White - trombone
- Eddie Barefield - clarinetto, sassofono alto, sassofono baritono
- Arville Harris - clarinetto, sassofono alto
- Andrew Brown - clarinetto basso, sassofono alto, sassofono baritono
- Walter Thomas - clarinetto, sassofono tenore, flauto
- Benny Payne - pianoforte, celeste
- Roy Smeck - chitarra (brano: Git Along)
- Morris White - banjo, chitarra
- Al Morgan - contrabbasso
- Leroy Maxey - batteria

Wah-Dee-Dah / Sweet Rhythm / Beale Street Mama / That's What I Hate About Love / The Man from Harlem / I Gotta Right to Sing the Blues / My Sunday Gal

(Cab Calloway and His Orchestra)
- Cab Calloway - voce, direttore orchestra
- Edwin Swayzee - tromba
- Lammar Wright (Sr.) - tromba
- Doc Cheatham - tromba
- De Priest Wheeler - trombone
- Harry White - trombone
- Eddie Barefield - clarinetto, sassofono alto, sassofono baritono
- Arville Harris - clarinetto, sassofono alto
- Andrew Brown - clarinetto basso, sassofono alto, sassofono baritono
- Walter Thomas - clarinetto, sassofono tenore, flauto
- Benny Payne - pianoforte, celeste
- Morris White - banjo, chitarra
- Al Morgan - contrabbasso
- Leroy Maxey - batteria

Eadie Was a Lady / Gotta Go Places and Do Things

(Cab Calloway and His Orchestra)
- Cab Calloway - voce, direttore orchestra
- Edwin Swayzee - tromba
- Lammar Wright (Sr.) - tromba
- Doc Cheatham - tromba
- De Priest Wheeler - trombone
- Harry White - trombone
- Eddie Barefield - clarinetto, sassofono alto, sassofono baritono
- Arville Harris - clarinetto, sassofono alto
- Andrew Brown - clarinetto basso, sassofono alto, sassofono baritono
- Walter Thomas - clarinetto, sassofono tenore, flauto
- Benny Payne - pianoforte, celeste
- Morris White - banjo, chitarra
- Al Morgan - contrabbasso
- Leroy Maxey - batteria
- Will Hudson - arrangiamenti